# Idrosolfuro di sodio
L'idrosolfuro di sodio è un composto chimico di formula NaHS, risultante dalla semi neutralizzazione del solfuro di idrogeno (o acido solfidrico) con idrossido di sodio (commercialmente noto come soda caustica). Utilizzato spesso in soluzione acquosa, ma a volte anche allo stato solido, l'idrosolfuro di sodio è un utile reagente per la sintesi di composti dello zolfo sia organici che inorganici. A temperatura ambiente questo composto si presenta come un solido incolore caratterizzato dall'odore pungente tipico del solfuro di diidrogeno, H2S, dovuto alla sua reazione con l'umidità atmosferica, e da una relativamente bassa temperatura di fusione di 350 °C.
 Contrariamente al solfuro di sodio, Na2S, insolubile in solventi organici, l'NaSH, essendo un elettrolita 1:1 (ovvero un elettrolita in cui vi è un ugual numero di ioni positivi e ioni negativi), è molto più solubile.

## Struttura e proprietà

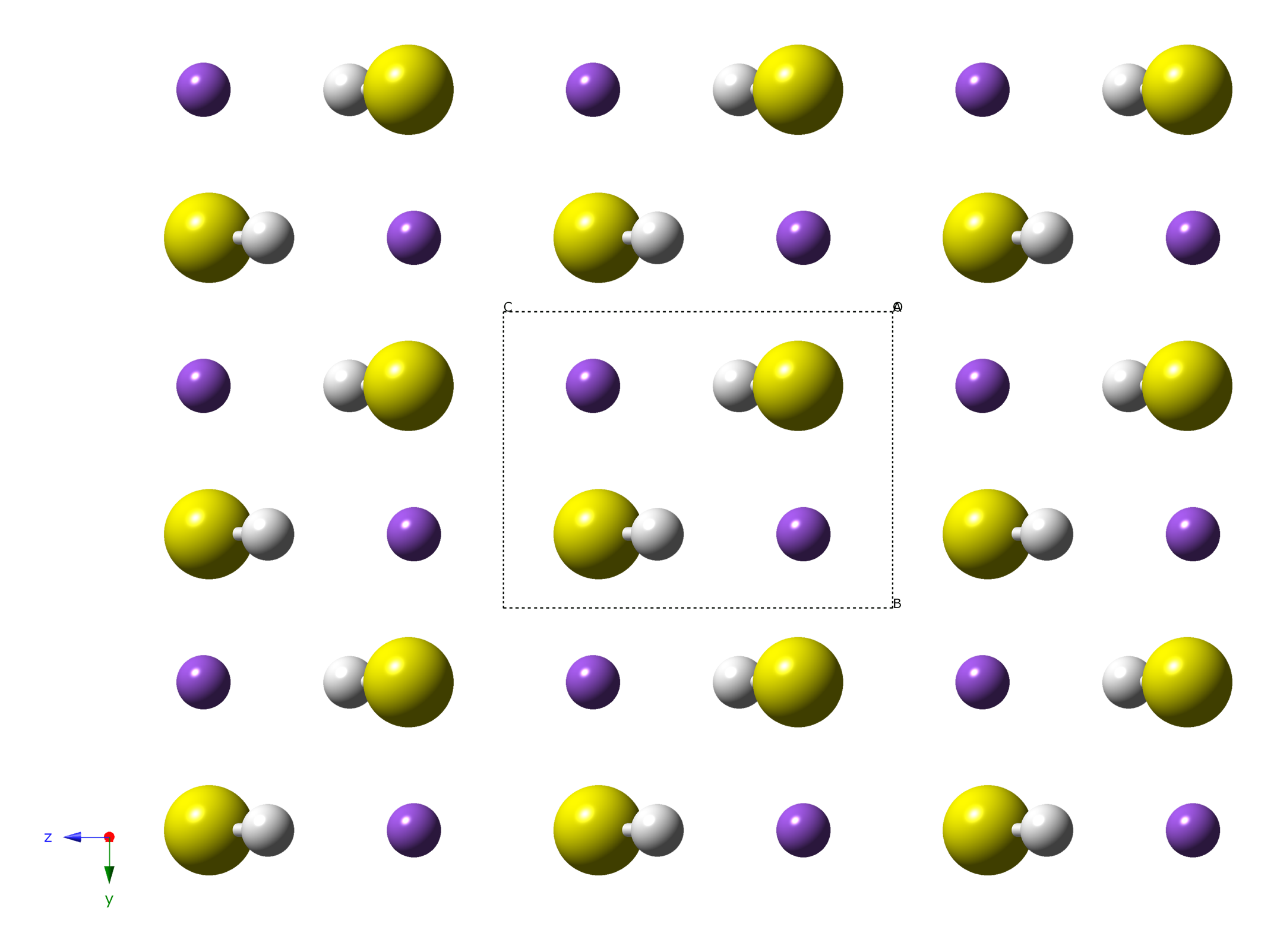
Struttura monoclina (P2_{1}/m) dell'idrogenosolfuro di sodio a bassa temperatura (< -159 °C, 114 K).

L'NaHS cristallino passa attraverso due transizioni di fase. A temperature superiori a 360 K, l'NaHS adotta la struttura cubica a facce centrate del cloruro di sodio, NaCl, il che implica che gli ioni HS- si comportino come anioni sferici a causa della loro rapida rotazione che fa sì che ogni HS- occupi allo stesso modo ognuna della otto posizioni equivalenti. Al di sotto dei 360 K, l'NaHS adotta una struttura romboedrica con gli ioni HS- che assumono un aspetto discoidale. Al di sotto dei 114 K, infine, la struttura dell'idrosolfuro di sodio è monoclina. Un simile comportamento si riscontra anche nei composti analoghi di rubidio e di potassio.
Oltre alle già menzionate forme anidre, l'idrosolfuro di sodio può essere ottenuto anche in forma diidrata, NaHS·2H2O e triidrata NaHS·3H2O. Tutti e tre questi composti sono incolori ed hanno comportamento simile, sebbene non identico.

## Preparazione
La procedura di preparazione dell'NaHS comunemente utilizzata in laboratorio prevede la realizzazione di una reazione acido-base tra metossido di sodio, NaOMe, e solfuro di idrogeno (chiamato anche acido solfidrico):
NaOMe  +  H2S → NaHS  + MeOH
La qualità dell'NaHS ottenuto può essere saggiata attraverso una titolazione iodometrica, sfruttando la capacità dello ione HS- di ridurre lo iodio, I2.

## Applicazioni
La produzione annua di idrosolfuro di sodio è nell'ordine delle migliaia di tonnellate. I suoi impieghi principali sono:
- nell'industria mineraria, come agente flottante (o "flocculante") nel processo di flottazione con schiuma utilizzato per l'estrazione del rame dove la sua funzione è quella di attivare diversi ossidi minerali;
- nell'industria cartiera, in particolare nella produzione della carta, dove si usa per sopperire alle perdite di zolfo nel processo Kraft (eliminazione della lignina dai minuzzoli, i cosiddetti chip, di legno);
- nell'industria conciaria, in particolare nella produzione delle pelli, dove si usa per la rimozione dei peli dal pellame;
- nell'industria chimica in generale dove è utilizzato come reagente nella produzione di rayon, solfato di sodio, acido tioglicolico, acido tiobenzoico, tiourea e composti coloranti.[4]